# Cinematografia virtual
La cinematografia virtual és el conjunt de tècniques cinematogràfiques aplicades a les imatges generades per ordinador (anomenades CGI, computer generated imagery), emprades per tal de generar un món virtual realista i mantenir els elements característics del llenguatge cinematogràfic en dites imatges. Les tècniques reproduïdes són les relacionades amb el moviment de la càmera, la il·luminació, i el realisme d'un efecte. Els directors de fotografia acostumen a treballar amb els encarregats dels efectes visuals per tal d'aconseguir un ús òptim del llenguatge del cinema en plans que empleen totalment o parcialment CGI.
El terme cinematografia virtual apareix per primer cop el 1999 amb la pel·lícula The Matrix, de les ara germanes, llavors germans, Wachowski. L'encarregat dels efectes visuals de la pel·lícula, John Gaeta, va proposar aquest nom per definir els nous mitjans de creació de mons virtuals i de reproducció de cares d'actors en cossos animats per ordinador, en una entrevista l'any 2000. Gaeta ja va predir que el terme s'expandiria i que comprendria una gran magnitud de tècniques cinematogràfiques emprades en el món virtual. Avui en dia la cinematografia virtual compren des dels efectes de recreació d'actors i espais, fins a la incorporació de moviments de càmera en una escena realitzada virtualment mitjançant una càmera virtual que captura el moviment d'un càmera i, de tal manera, simula el moviment continu d'un operador de càmera.

## Història

### The Matrixi creació del terme (1999-2003)
El terme cinematografia virtual es desenvolupa durant la creació de la primera entrega de la saga The Matrix, titulada amb el mateix nom. John Gaeta, el supervisor dels efectes visuals, i creador de la majoria dels efectes característics com bullet time, va proposar el terme. Ho va fer per referir-se a qualsevol ús de les tècniques cinematogràfiques, de què s'havien encarregat fins llavors els directors de fotografia, emprades en un context parcialment o completament virtual. Per a John Gaeta, la cinematografia virtual és també tot allò que permet que els efectes visuals tinguin un nivell més alt de realisme, que semblin fotografiats o filmats al món real. En el cas de la saga Matrix, els exemples més clars de l'ús de la cinematografia virtual són la reproducció fotorealista de les cares i la manipulació de la il·luminació en cossos escanejats. John Gaeta i la seva companyia ESC Entertainment van ser els encarregats de l'implementació de totes aquestes tecnologies a les pel·lícules, tractant d'aconseguir el màxim nivell de realisme.
El primer ús de la reproducció fotorealista de les cares es donà a la segona entrega de la saga, Matrix Reloaded. En una escena on l'antagonista, l'agent Smith, es multiplica fins a un centenar de vegades i lluita contra Neo, el protagonista, Gaeta i el director de cinematografia, Bill Pope, van posar a prova noves tecnologies que permetien la captura i subseqüent manipulació digital de les cares dels actors. Aquesta tecnologia rep el nom de universal capture, i consisteix d'un amalgama de diferents tècniques, com les de il·luminació patentades pel professor de computació gràfica, Paul Debevec, o pel mateix Gaeta. L'actor Hugo Weaving, que interpretava el personatge de l'agent Smith, va ser enregistrat mitjançant aquest mètode. D'ell se'n van prendre fotografies fent servir càmeres disposades en estèreo de tal manera que envolten l'actor i, en qüestió de segons es prenen desenes de fotografies des d'una gran quantitat d'angles per tal de generar un model de la cara de l'actor. A les fotografies s'hi van afegir també captures de vídeo del moviment facial d'Hugo Weaving. L'escena es va crear primer en CGI, a partir de plans enregistrats al plató, amb tots els cossos de l'agent sense rostre. Posteriorment es va realitzar un compòsit dels models CGI i les animacions extretes de l'enregistrament del rostre. El resultat final és una escena on sembla haver-hi desenes d'agents Smith, tots amb la cara de l'actor, i tots amb expressions facials completament realistes. Aquest primer ús de la tecnologia universal capture va suposar una innovació en el món dels efectes visuals, i sobretot, en els efectes de captura de moviment, o mocap. Per a altres escenes del film també es van haver de prendre referències dels actors Keanu Reeves, que interpreta el personatge de Neo, i Lawrence Fishburne, en el paper del mentor Morfeu.
L'última entrega de la saga, Matrix Revolutions, també conté un altre exemple de cinematografia virtual, també en l'apartat de la recreació d'expressions facials. Per a l'escena final on els dos personatges principals, Neo i l'agent Smith, s'enfronten, la tecnologia del universal capture es va tornar a emprar, altre cop amb l'actor Hugo Weaving. La intenció dels Wachowski era crear un cop de puny realista però amb una dimensió èpica i exagerada, similar a l'anime japonès. Com explica el supervisor dels efectes de l'escena, George Borshukov, el disseny del pla requeria una escena generada de la mateixa manera que la de Matrix Reloaded. El pla era completament CGI, calia recrear les expressions facials dels actors altre cop sobre models generats per ordinador, aquesta vegada en un pla sense cap referència, creat de zero amb computació gràfica. La complcicació que afegia aquesta escena era que el pla acabava en un primer pla de la cara de l'agent Smith rebent un cop de puny (anomenat superpunch pels membres de la producció). Recrear de forma realista un cop de puny en un personatge digital era una tasca gairebé impensable. La cinematografia virtual va haver de fer un nou pas endavant per aconseguir que fos realista la seqüència. Per fer-ho, es va enregistrar en universal capture la cara de l'actor Hugo Weaving actuant com rebria un cop de puny. La captura, realitzada amb càmeres Sony/Panavision d'alta definició que capturaven fins a un gigabyte d'informació per segon, es va fer alterant la cara de l'actor amb màquines de vent i altres mitjans per tal de deformar-la fins a poder crear reproduccions de la deformació facial en un ordinador. Un cop realitzat aquest estudi, es va aplicar l'animació a la seqüència original, amb retocs d'artistes d'animació, per tal de deformar la cara tal com era necessari. A les dificultats que presentaven l'animació i el realisme de la deformació de la carn del rostre s'hi va afegir la il·luminació de la cara, el toc final que permetria fer-la quasi idèntica a la pell humana. Gràcies al sistema de cinematografia virtual de Universal Capture i dels estudis realitzats per Paul Devebec, les captures preses presenten un model la il·luminació del qual és molt fàcil el retoc. Un cop realitzada la reil·luminació de la cara, va conlcoure la creació del pla considerat pel mateix equip d'efectes visuals com el més difícil de tota la producció.

### Avenços en cinematografia virtual (2003-2011)
Després de la saga Matrix, la cinematografia virtual va incloure moltes altres classes d'efectes. El concepte definit per Gaeta era subjecte a evolucionar, i així ho va fer. Tot allò que mesclés el real i el digital amb intenció cinematogràfica pot adscriure's al terme.

#### David Fincher
Un director de cinema que, ja en l'època de la primera pel·lícula de The Matrix, incorporava els efectes visuals amb el real per tal de crear un món cinematogràfic propi és el director David Fincher. La seva pel·lícula de 1999 Fight Club incorporava la tècnica de la fotogrametria, per tal de generar una cuina digital. La recreació de la cuina i els seus utensil·lis es va fer a partir de fotografies preses dels objectes del lloc, després passats a ordinador per crear-ne models. Aquests models es van utilitzar per a crear l'escena de l'incendi a la cuina, una escena totalment muntada amb CGI a partir d'elements reals i, per tant, fent ús de la cinematografia virtual.
A partir d'aquesta pel·lícula, David Fincher va seguir apostant per la cinematografia virtual en les seves pel·lícules. David Fincher intenta aconseguir un alt nivell de realisme en les seves produccions, i el seu mitjà per aconseguir-ho són els efectes digitals. Fincher sempre ha apostat pels efectes visuals que permeten potenciar l'aparença de realitat i, sobretot, la versemblança i emoció d'una pel·lícula. Al thriller Zodiac, Fincher i l'equip de Matte World, responsable dels efectes del film, van recrear els carrers de San Francisco de finals dels anys 60. Per reproduir amb exactitud la ciutat, van prendre com a referència fotografies existents de l'època, així com noves fotografies que permetessin aplicar un altre cop el procés de fotogrametria, aquesta vegada per produir models dels edificis. Tots aquests elements reals, combinats amb un gran nombre d'efectes, des de cromes fins a la sang, tota afegida en la postproducció del film creada en CGI, creen una sensació de realisme que permet a Fincher tenir un control meticulós sobre el producte final.
Fincher també va fer servir la cinematografia digital per crear el personatge de Benjamin Button a El Curiós Cas de Benjamin Button, que sortí el 2008. Per superimposar la cara de l'actor Brad Pitt a les dels actors que havien aparegut a la gravació de les escenes, es va fer servir una variant del mètode universal capture. Primer es van crear les diferents cares del personatge de Benjamin Button, mitjançant un procés de modelatge molt avançat. Usant petites partícules en un tipus de maquillatge luminescent, es va crear un model exacte de la cara de Brad Pitt. Amb l'ajuda d'escultors hiperrealistes, es van esculpir maquetes de Brad Pitt envellit en diferents edats. Després es va capturar, en un ambient aïllat, l'actuació de Brad Pitt de forma frontal, de diferents angles, de forma similar a la universal capture. Un cop generats tots els plans on apareixia Benjamin Button, es va reil·luminar el seu rostre per tal que semblés un humà de debò. El resultat final va guanyar va ser tan espectacular, que va guanyar l'Oscar a Millors Efectes Visuals i l'Oscar al Millor Maquillatge.
Un cas d'aplicació de la cinematografia virtual molt similar al d'El Curiós Cas de Benjamin Button és el de la propera pel·lícula de Fincher, La Xarxa Social, de l'any 2011. A la pel·lícula, hi apareixen els personatges responsables de la creació de la pàgina web Facebook. Dos d'aquests personatges van ser els bessons Winklevoss, que també apareixen a la pel·lícula. Originalment, el director David Fincher volia trobar dos bessons de la mateixa complexió física que els germans originals, que eren atletes d'alt rendiment, i futurs competidors olímpics dins la història que explica el film. Finalment, Fincher va decidir fer una adaptació del que ja havia aconseguit amb la pel·lícula sobre Benjamin Button. Fincher va contactar amb l'actor Armie Hammer i el model Josh Pence. Es va determinar que Hammer posaria la seva aparença als dos bessons. Pence i Hammer s'intercanviaven els papers al rodatge, per tal de poder fer que alguns plans es poguessin completar amb tècniques de partició de pantalla. Les escenes que no permetien aquesta tècnica, on els dos germans havien d'aparèixer alhora, es van filmar amb els dos actors, amb Pence fent d'un dels dos germans. Posteriorment, mètodes de cinematografia virtual ja emprats per Fincher a la seva anterior pel·lícula es van fer servir per crear escanejos de la cara de Hammer, i es va emprar el mètode de universal capture per tal d'adaptar la seva cara a les condicions lumíniques de cada escena. La cara d'Armie Hammer es va imposar a cada pla on Pence hi sortia. El cos, els moviments i gestos són tots de Pence.

#### James Cameron iAvatar
L'any 2009 va sortir la pel·lícula Avatar, del director James Cameron. Cameron sempre havia apostat pel món de la tecnologia virtual dins del cinema, i les seves pel·lícules contenien totes un alt nivell d'efectes visuals generats per ordinador, alguns anteriors a la creació del terme cinematografia virtual. Però per a la pel·lícula Avatar, Cameron va voler anar més enllà en els processos d'aquesta tecnologia. L'acció de la pel·lícula es desenvolupa en un planeta extraterrestre, amb una espècie alienígena, anomenats a la pel·lícula com els "na'vi". Aquestes criatures són d'aspecte humanoide pel que fa als cossos, però són considerablement més altes i els seus trets facials són diferents. Per tal de crear aquestes criatures de forma versemblant es van emprar un ample desplegament de recursos, entre ells el de la cinematografia virtual. D'inici, es van crear models CGI de les criatures, i posteriorment es van animar amb mocap. Aquest procés crea una sèrie de plans on el llenguatge cinematogràfic és limitat, l'enquadrament de la càmera és limitat, molt estàtic. Per corregir aquesta situació, un cop les escenes estaven completament processades, es feia servir una càmera virtual, un invent emprat per primera vegada en el cinema a la producció d'aquesta pel·lícula. La càmera virtual permet filmar l'escena ja enregistrada en CGI, o fins i tot renderitzada en temps real, amb dita càmera, que conté un sensor rastrejador. Aquest detecta els moviments que fa l'operador de la càmera per l'escena, creant així enquadraments nous, més naturals i fluids. L'ús de la càmera virtual permet adquirir un nou nivell de realisme pel món dels efectes, ja que es pot recrear la sensació de la càmera handheld (gravat a mà), o de stedicam, sense haver de programar-ho en un ordinador. Una de les característiques més importants de la càmera virtual és que no requereix un croma. Tan sols necessita estar connectada a l'ordinador que reprodueix l'escena digital, i així es crea un mapa de la geometria de l'espai, permetent el sensor de crear indicacions precises d'on està la càmera en tot moment. Això permet estalviar en costos i gravar les escenes en magatzems sense gaire material més enllà de la càmera.
Aquesta tècnica va ser emprada repetides vegades en el film, creant una gran relació entre els efectes visuals i la cinematografia de la pel·lícula. El film va ser molt ben rebut, i va ser premiada pels seus avenços corresponents. Avatar va guanyar tan l'Oscar a millor cinematografia, així com l'Oscar a millors efectes visuals, demostrant que els dos havien estat altament lligats per tal de crear els diferents efectes de la pel·lícula.
Aquest invent va suposar un canvi molt important pel món de la cinematografia virtual. La càmera virtual s'ha convertit en un recurs quasi indispensable per a les produccions amb grans efectes. El fet que es permeti la manipulació d'elements digitals amb aquesta precisió, transmetent de forma tan adequada els matisos que aporta el llenguatge cinematogràfic, fan l'aportació que va fer Avatar a la cinematografia virtual d'alta rellevància.

### Estandardització de la cinematografia virtual (2011-present)
Des dels avenços realitzats posteriors a la saga Matrix, s'ha vist com la cinematografia virtual ha guanyat cada cop més presència en el món del cinema. Això és degut al fet que ha anat evolucionant per fer més senzilla la incorporació d'efectes a les pel·lícules, i fer-los més realistes. Des d'Avatar hi ha hagut pocs avenços, ja que es considera la creació de la càmera marca un abans i un després. No obstant, s'han vist avenços en la fluïdesa que proporciona la càmera virtual. A un episodi de la sèrie documental Cosmos es va emprar aquesta nova càmera més fluïda. Moltes pel·lícules posteriors a la seva aparició l'han emprat pels seus diferents propòsits, totes creant aquesta sensació de realisme en el món dels efectes. Alguns exemples inclouen la pel·lícula de 2014 The Walk, un biopic sobre la vida del funambulista Philippe Petit, que va creuar les Torres Bessones equilibrant-se sobre una corda. Per ajudar a la realització dels efectes es va emprar la càmera virtual. A Alice Through the Looking Glass, del 2016, també es van incloure mètodes de càmera virtual. El film de 2014 The Amazing Spider-Man 2 també es va emprar la càmera virtual per donar la sensació de moviment quan el superheroi principal es balanceja pels edificis. Es van seleccionar els plans renderitzats en CGI de Spider-man anant d'un edifici a un altre i es van gravar amb una càmera virtual per donar la sensació que la càmera reacciona impulsivament al recorregut que fa l'home aranya. Altres produccions que inclouen plans CGI controlats amb una càmera virtual inclouen Blancaneu i la llegenda del caçador, Wrath of the Titans i Hugo.
La cinematografia virtual també ha permès nous nivells de previsualització. Avui en dia, en quasi tots els platós que tinguin un croma és possible veure el resultat final del pla directament en un monitor; és a dir, el pla de la càmera amb el croma passa per un ordinador on el rerefons està previsualitzat, i així es pot veure en un monitor una previsualització de com serà el pla final. Això comporta molta facilitat alhora de produir les pel·lícules, ja que així no es troben errors que s'hagin de corregir en postproducció. També aquest element reforça molt la idea que els directors de fotografia i els creadors d'efectes visuals estan cada cop més i més compromesos l'un amb l'altre, perquè cal un alt nivell de col·laboració per la creació del producte final.
Avui en dia la cinematografia virtual és molt present en totes les pel·lícules amb efectes visuals. El seu propòsit, aconseguir que cada cop s'assimilin més els efectes digitals al llenguatge cinematogràfic, seguirà evolucionant. Últimament, hi ha la tendència de fer servir la cinematografia virtual fora del cinema. Per exemple, el creador de tràilers per a jocs en realitat virtual, Kert Gartner, va decidir crear els tràilers de jocs com Rick and Morty: Virtual Rick-ality o Fantastic Contraption emprant la cinematografia virtual. Gartner volia aconseguir que, dins el món del joc, es pogués veure alhora la posició del jugador, el que fa i com manipula el món. Això també ho va aconseguir amb la incorporació d'una càmera virtual al joc, que permet enregistrar l'avatar del jugador dins el joc, així com explorar la geometria renderitzada del videojoc. D'aquesta manera va aconseguir crear els diferents tràilers dels productes i portar la cinematografia virtual a l'enregistrament de realitat virtual.

## Mètodes
Hi ha diferents mètodes pels quals transmetre el llenguatge cinematogràfic al món dels efectes CGI.
El primer mètode en aparèixer a la història de la cinematografia virtual és la universal capture. Aquest mètode consisteix en un sistema de fotogrametria, el precedent de la cinematografia virtual. Es basa en prendre fotografies des d'una gran varietat d'angles de la cara d'una persona, amb canvis d'il·luminació. Un dels pioners de la tècnica, Paul Debevec, va ser qui va tenir la idea de realitzar les fotografies en diferents condicions lumíniques. D'aquesta manera, es permet crear un millor mapa de les textures de la cara en diferents circumstàncies. També, depenent de les llums usades, es marquen més o menys els porus de la cara, o les arrugues. Això permet crear models de les cares molt realistes, basats en imatges. Avui en dia, hi ha estudis d'il·luminació que estan composts de càmeres disposades en 360 graus al voltant de la persona capturada, i que poden fotografiar fins a 15 fotografies en tres segons, cadascuna en diferents condicions lumíniques.Per aconseguir encara més nivell de detall també es fan servir escàners 3D. Així el nivell de detall dels porus de la cara és encara més elevat, amb una capacitat d'escanejar superfícies de mides tan petites com 100 µm.
L'altre mètode més emprat és el de la càmera virtual. Aquest sistema utilitza una sèrie de sensors i marcadors de forma molt precisa que permeten determinar la posició de la càmera en tot moment. Els marcadors que determinen la posició de la càmera s'anomenen marcadors fiducials. Aquests triangulen en tot moment la posició de la càmera en l'espai 3D creat per la renderització que es dona en el programa d'imatge digital que s'empri. Per adquirir la informació pertanyent a la rotació i la inclinació de la càmera, hi ha incorporats sensors giroscòpics inercials, que calculen la posició de la càmera respecte el terra, i el seu punt d'equilibri, per tal de reproduir fidelment l'enquadrament. Les càmeres virtuals també incorporen sistemes de zoom característics de diferents tipus de lents. Varis estudis categoritzen les diferents característiques de les lents més usades en el món del cinema i converteixen aquesta informació per tal que pugui ser interpretada per càmeres virtuals. Això permet, per exemple, indicar a una càmera virtual quin tipus de zoom volem que faci, o quina distorsió ha de tenir la imatge per la "lent" virtual que té equipada. El zoom es controla al moment de gravar amb els diferents tipus de control que permeten les càmeres virtuals.
Els sistemes que permeten la previsualització en viu també constitueixen un mètode de cinematografia virtual. Molts equips fan servir el software Previzion, que permet una previsualizació molt fidel a com serà l'efecte final, a l'instant. Previzion renderitza en temps real fins a 12 milions de polígons, i fins a 8 capes de textures en alta definició (1920 × 1080 píxels) o 4k (3840 × 2160 píxels). Hi ha altre software que permet previsualitzar efectes a nivells molt fidels de qualitat, com iClone, o els propi software de creació d'efectes pot permetre una previsualització, com el software Maya o 3DS Max.